# Formerio
Formerio según la tradición cristiana nació en un lugar llamado "Cesarea", donde habría vivido como ermitaño, siendo martirizado en una hoguera por un juez pagano. Pero sobre la localización de ese lugar y el destino de sus reliquias existen dos versiones, ninguna de ellas verificable por  falta de documentación. 
Una dice que ese lugar se correspondería con Cesarea de Capadocia, hoy territorio de Turquía y que los restos del santo habrían llegado desde aquellas tierras hasta Treviño, provincia de Burgos (España) a lomos de una yegua, población donde se encuentra una ermita en su honor. La otra hace corresponder Cesarea con Cerezo de Río Tirón, donde habría vivido y le habrían martirizado durante la persecución a los cristianos, trasladando sus restos a Bañares, en La Rioja.
Desde antiguo se le consideró protector del ganado, salvador de las cosechas y abogado contra las enfermedades de cabeza. Su festividad se celebra el 25 de septiembre.
Es patrón del Condado de Treviño en la provincia de Burgos y de Bañares en La Rioja.

## Hagiografías
El primer autor del que se tiene constancia que habló sobre Formerio fue Luís Rodríguez de Porres, beneficiado de la iglesia de Santa Cruz de Bañares, basándose en lo que recogió de documentos antiguos escribió una breve historia en latín en el año 1647.
Mateo Anguiano Nieva en su Compendio historial de la provincia de La Rioja, impreso en el año 1701, indicó:

Formerio nació en la ciudad de Cesárea, situada en el actual Cerezo, de una familia romana de buena posición. Ya de muy jovencito fue convertido al cristianismo. Habiéndose quedado huérfano, vendió sus posesiones, las repartió entre los pobres y se retiró a un monte próximo de pastor. Allí, un ángel le dio un cayado de pastor y unos evangelios. Además de cuidar su rebaño se dedicaba a predicar a todo el que quería oírle. Incluso las bestias del campo se le acercaban embelesadas y escuchaban atentamente sus palabras.
Corría el año 277 de nuestra era y nuestro protagonista contaba con 13 o 14 años, cuando el emperador Aureliano ordenó la persecución a los cristianos. Formerio fue hecho prisionero y sometido a terribles tormentos. Primero fue metido durante cinco días en un horno encendido y salió como si nada; después le llevaron al circo y,
ante el asombro de todos, los leones le reconocieron y se le acercaron sumisos, y, finalmente, fue decapitado en la Vega de Tormantos.
Sus restos fueron recogidos por su discípula Coloma, nacida en Tricio y martirizada poco después. Fue ayudada por dos soldados romanos que Formerio había convertido al cristianismo. Los restos fueron llevados a Bañares donde se conservan hasta ahora en una valiosa arca de madera con esmaltes mozárabes del siglo XII.

## Imágenes
Las imágenes que representan al santo en Cerezo y Bañares son similares. Aparece joven, sin barba, vestido con pieles, zurrón y uno de sus pies apoyado en un león. Se diferencian en lo que portan en las manos, llevando el de Cerezo en la mano izquierda un cayado de pastor y en la derecha los Evangelios y el de Bañares un cayado, los Evangelios y una palma (en representación de su martirio) en la izquierda y una cruz con un machete en la derecha.